# Elezioni legislative in Svezia del 1991
Le elezioni legislative in Svezia del 1991 si tennero il 15 settembre per il rinnovo del Riksdag. In seguito all'esito elettorale, Carl Bildt, espressione del Partito Moderato, divenne Ministro di Stato.

## Risultati
| Liste                                              | Voti      | %     | Seggi |
| -------------------------------------------------- | --------- | ----- | ----- |
| Partito Socialdemocratico dei Lavoratori di Svezia | 2 062 761 | 37,71 | 138   |
| Partito Moderato                                   | 1 199 394 | 21,92 | 80    |
| Partito Popolare Liberale                          | 499 356   | 9,13  | 33    |
| Partito di Centro                                  | 465 175   | 8,50  | 31    |
| Partito Sociale Democratico Cristiano              | 390 351   | 7,14  | 26    |
| Nuova Democrazia                                   | 368 281   | 6,73  | 25    |
| Partito della Sinistra                             | 246 905   | 4,51  | 16    |
| Partito Ambientalista i Verdi                      | 185 051   | 3,38  | –     |
| Altri                                              | 53 487    | 0,98  | –     |
| Totale                                             | 5 470 761 | 100   | 349   |